# Hysterocrates hercules
Hysterocrates hercules är en spindelart som beskrevs av Pocock 1899. Hysterocrates hercules ingår i släktet Hysterocrates och familjen fågelspindlar.
Artens utbredningsområde är Nigeria. Inga underarter finns listade i Catalogue of Life.